# Cicindela sperata
Cicindela sperata är en skalbaggsart som beskrevs av Leconte 1860. Cicindela sperata ingår i släktet Cicindela och familjen jordlöpare.

## Underarter
Arten delas in i följande underarter:
- C. s. inquisitor
- C. s. sperata